# Eikholmen (Kvinnherad)
Ne doit pas être confondu avec Eikholmen.
Eikholmen, est une île dans le landskap Sunnhordland du comté de Vestland. Elle appartient administrativement à Kvinnherad.

## Géographie
Rocheuse et couverte d'une légère végétation, à fleur d'eau, elle s'étend sur environ 317 m de longueur pour une largeur approximative de 81 m.